# Австронезийские языки
Австронези́йские языки́ — семья языков, распространённых на Тайване, в Юго-Восточной Азии (Индонезия, Филиппины, Малайзия, Бруней, Восточный Тимор), Океании и на Мадагаскаре. Это одна из крупнейших семей как по числу языков (свыше 1000), так и по числу говорящих — свыше 300 миллионов человек (начало XXI века, оценка).
Большинство языков австронезийской семьи являются агглютинативными с относительно большим количеством морфем.

## Название
Название «австронезийские языки» для обозначения этой языковой семьи было введено в обиход Вильгельмом Шмидтом. В русский язык оно пришло от немецкого austronesisch, образованного от латинского auster («юг», «южный ветер») и греческого νῆσος («остров»), то есть «языки южных островов».

## Классификация
Родство австронезийских языков было очевидно ещё путешественникам XVIII века, собиравшим краткие словарики во вновь открытых землях; ср., например, такие соответствия между малайским, малагасийским (о. Мадагаскар) и рапануйским (остров Пасхи) языками:
- mata — maso — mata «глаз»,
- langit — lanitra — rangi «небо»,
- hati — aty — ate «печень»,
- mati — maty — mate «умирать».

В 1706 году голландский учёный Адриан Реланд впервые обнаружил сходство языков, на которых говорят на Малайском архипелаге и в Тихом океане. Он же в 1708 году заметил сходство географически отдалённого малагасийского с малайскими и полинезийскими языками. Сравнительно-историческое исследование австронезийских языков было начато Вильгельмом фон Гумбольдтом в 1830-х гг. Основы современной реконструкции праавстронезийского языка заложены в работах Отто Демпвольфа (1-я треть XX в.), но многие детали истории и классификации австронезийских языков оставались неясными. Новый этап изучения австронезийских языков начался с 1950-х гг. (работы И. Дайена, О. Даля, Р. Бласта и др.). По современным представлениям распад праавстронезийского языка начался на рубеже V—IV тыс. до н. э. (но возможно и ранее), последующие миграции и сопутствующие им языковые контакты, особенно с субстратными языками Юго-Восточной Азии и Новой Гвинеи, значительно усложнили исконную картину взаимоотношения языков.
Общепризнано, что австронезийские языки Тайваня противопоставлены остальным, так называемым малайско-полинезийским языкам, однако точное взаимоотношение между ними остаётся предметом дискуссий. 
Существуют три основных точки зрения, представленных в таблице:
| Австронезийская семья - малайско-полинезийская подсемья - тайваньская подсемья | Австронезийская семья - малайско-полинезийская подсемья - атаяльская подсемья - цоуская подсемья - рукайская подсемья - бунунская подсемья - и т. д. | Австронезийская семья - атаяльская подсемья - цоу-малайско-полинезийская подсемья - рукай-цоуская надветвь - паиванско-малайско-полинезийская надветвь - амисская ветвь - бунунская ветвь - паиванская ветвь - тхаойская ветвь - пуюмская ветвь - ещё несколько тайваньских ветвей - малайско-полинезийская ветвь |

### Тайваньские языки
Тайваньские языки делятся на несколько ветвей, точное число и состав которых различается у разных исследователей. Надёжно выделяются 12 ветвей: атаяльская, севернотайваньская, северозападнотайваньская, западноравнинная, тхаойская, цоуская, югозападнотайваньская, рукайская, бунунская, пуюмская, паиванская, амисская. Некоторые из них, возможно, образуют более крупные объединения, однако единства мнений среди учёных относительно таких объединений не наблюдается.

### Малайско-полинезийские языки
В течение длительного времени применялось географическое деление австронезийских языков на индонезийскую группу (в Юго-Восточной Азии и на Мадагаскаре) и три группы, названные по крупным регионам Океании: меланезийскую, микронезийскую, полинезийскую.
С начала XXI века предлагаются и чисто лингвистические классификации малайско-полинезийских языков. Например, по гипотезе Э. Цобеля (2002), они распались на праязык филиппинских, северно-сулавесийских, северно-восточных и внутренних языков Калимантана и на ядерный малайско-полинезийский язык, распавшийся на западно-индонезийскую (включающую палау и чаморро) и центрально-восточно-малайско-полинезийскую ветви. Согласно близкой и наиболее популярной сейчас классификации Wouk & Ross (2000), языки Калимантана (кроме языков ибан), Филиппин и северного Сулавеси образуют отдельную надветвь, остальные западно-малайско-полинезийские языки (Суматры, Явы, Сулавеси, чаморро и палау) объединяются вместе с центрально-восточными языками в ядерную малайско-полинезийскую надветвь.

#### Западный ареал
Западными малайско-полинезийскими языками (свыше 500 языков) называются языки, не входящие в центрально-восточно-малайско-полинезийскую надветвь. Обычно они не считаются генетически единой группой. Однако по данным лексикостатистики (Пейрос 2005) западные малайско-полинезийские языки являются генетическим единством и делятся на пять зон:
- калимантанская зона включает 11 ветвей языков Калимантана и малагасийский язык;
- филиппино-северно-сулавесийская зона делится на
  - филиппинскую подзону, объединяющую 13 ветвей языков Филиппин, в том числе тагальский, себуанский и илокано;
  - сангир-минихасская ветвь — север Сулавеси;
  - монгондоу-горонтальская ветвь — север Сулавеси;
- собственно сулавесийская зона включает 8 ветвей языков остальной части Сулавеси, в том числе бугийский и макасарский;
- западнозондская (суматранско-яванская) зона объединяет 10 ветвей языков Суматры, Явы, Малакки, части Калимантана, Малых Зондских островов и Индокитая, в том числе яванский, малайский, балийский и чамские языки;
- зона палау-чаморро включает два языка, видимо, не близкородственные между собой.

#### Центрально-восточно-малайско-полинезийская надветвь
Классификация языков к востоку и югу от Сулавеси более определённа.
Языки восточной половины Малых Зондских и большей части Молуккских островов относятся к центрально-малайско-полинезийской зоне (включая аруанскую, бабарскую, бима-сумбанскую, бомберайскую, центрально-молуккскую, южномолуккскую, теор-курскую, тиморскую (в том числе язык тетум) и другие ветви — всего свыше 150 языков).
Языки северных Молуккских островов, побережья Новой Гвинеи и всей Океании составляют восточно-малайско-полинезийскую зону, включающую
- южнохальмахерско-западноновогвинейскую подзону (7 и 34 языка: були, биакский и пр.),
- океанийские языки (около 450 языков в прибрежной части востока Новой Гвинеи и в Океании). Среди последних выделяются восточноокеанийские; в числе которых отдельные подгруппы составляют микронезийские и полинезийские языки.

Такая классификация хорошо соответствует ходу миграций носителей этих языков: по мере расселения с исторической прародины часть австронезийских народов оседала на вновь освоенных землях, затем какие-то из них отправлялись далее на восток, что повторялось многократно.

## Лингвистические черты и особенности

### Фонетика и фонология
В целом, австронезийским языкам свойственны сравнительно простые фонологические системы. В консонантизме обычно выделяются 3-5 локальных рядов смычных (губные, передне- и заднеязычные, в языках Западной Индонезии и Новой Каледонии — также палатальные или альвеопалатальные, а во многих океанийских языках — 1-2 ряда лабиовелярных). В этих рядах противопоставляются глухие взрывные, звонкие взрывные и носовые. Кроме того, обычно имеются плавные r и l, полугласные w и y, фрикативные s и h, гортанная смычка. Для вокализма характерно наличие 5-6 фонем; в некоторых из этих языков на значение слова может влиять долгота гласных звуков и назализация. В части австронезийских языков имеется смыслоразличительное ударение; тоновые противопоставления редки. 
Около 9/10 всех австронезийских языков имеют в своём составе 19-25 звуков (15-20 согласных и 4-5 гласных), хотя есть и языки с набором до 43 согласных, как например язык неми в Новой Каледонии. В некоторых языках, как например малагасийский и многие океанийские, наблюдается полная невозможность наличия согласного на конце слова.

### Грамматика
Структурно-типологическое разнообразие австронезийских языков весьма значительно. В основном они агглютинативные и полисиллабические; корневые морфемы — чаще всего двусложные, морфемный стык не обязательно совпадает со слоговой границей. Слово или совпадает с корневой морфемой по количеству звуков, или состоит из корневой морфемы и аффиксов. Степень сложности аффиксации колеблется в широких пределах. Строение многоморфемного слова обычно прозрачно, удельный вес фузионных стыков невелик. Варьирование звуковой оболочки морфем, как правило, ограничено.
Категория числа существительных выражается аналитически или редупликацией, реляционных форм, исключая формы с посессивными суффиксами, как правило, не имеется. Обычно противопоставление нарицательных и личных имён (в частности, при помощи особых артиклей). Во многих австронезийских языках Индокитая, Суматры, южного и центрального Сулавеси, восточной Индонезии, Микронезии имеются классификаторы.
Прилагательное исторически, видимо, чётко противопоставлялось другим частям речи, что и сейчас свойственно многим австронезийским языкам западной части области их распространения, но в современных языках (в частности, в большинстве океанийских) оно по своим свойствам близко глаголу.
В морфологии глагола обнаруживается значительное разнообразие: от сложных систем синтетических форм, выражающих залог, отношение к объекту действия, модально-видо-временны́е значения (например, в филиппинских языках), до почти полного отсутствия синтетической морфологии (в чамском и полинезийских языках). Во многих австронезийских языках Океании и Индонезии глагол имеет местоименные показатели подлежащего (в препозиции) и дополнения (в постпозиции), которыми дублируются существительные и самостоятельные местоимения. Повсеместно характерно противопоставление инклюзива и эксклюзива. В большинстве австронезийских языков имеется несколько функционально различающихся наборов клитических и/или аффиксальных местоименных морфем.

### Синтаксис
Синтаксис австронезийских языков отличается преобладанием аналитических средств выражения синтаксических связей. В большинстве австронезийских языков порядок слов — «подлежащее + сказуемое + (прямое) дополнение», но более древним является порядок «сказуемое + подлежащее + (прямое) дополнение» (сохранился в языках Филиппин, Сулавеси, части Калимантана, в малагасийском, полинезийских и др.). В целом наблюдается положение определения после определяемого слова.

### Словообразование
Широко распространённые словообразовательные средства австронезийских языков — аффиксы (преобладают приставки), редупликация, а также словосложение. Разграничение словоизменения и словообразования нередко затруднено.

## Письменности
Для ряда западно-австронезийских языков (чамского, малайского, яванского, тагальского, бугийского, макасарского и др.) в I — начале II тысячелетия н. э. были созданы оригинальные письменности на южноиндийской основе (лонтара, байбайин, яванское письмо и др.); позднее в областях распространения ислама для записи некоторых австронезийских языков применялся арабский алфавит. В наши эти письменности почти повсеместно вытеснены или почти вытеснены письменностями на латинской основе. Для восточно-австронезийских языков письменности (на латинской основе) разработаны в XIX—XX вв.

## История изучения
Сравнительно-историческое исследование австронезийских языков было начато В. фон Гумбольдтом в 1830-х гг. Основы современной реконструкции праавстронезийского языка заложены в работах О. Демпвольфа (1930-е гг.). Новый этап изучения австронезийских языков начался с 1950-х гг. (работы И. Дайена, О. Даля, Р. Бласта, К. А. Аделара и др.). Проводятся международные конференции по австронезийским языкам (Гонолулу, 1974, Канберра, 1978, Денпасар (Индонезия), 1981, Сува, 1984, Окленд, 1988, Гонолулу, 1991, Лейден, 1994, Тайбэй, 1997, Канберра, 2002, Пуэрто-Принсеса (Филиппины), 2006). Большой вклад в изучение австронезийских языков в России внесли Юло Сирк и А. К. Оглоблин.